# والتر هرنانديز
والتر هرنانديز (بالإسبانية: Walter Hernández) (28 ديسمبر 1978 ببورتو كورتيس في هندوراس - ) هو لاعب كرة قدم هندوراسي في مركز الوسط. شارك مع منتخب هندوراس لكرة القدم. أما مع النوادي، فقد لعب مع ريال إسبانيا ونادي بويبلا ونادي ديبورتيفو أوليمبيا وComayagua F.C. ‏ ونادي بلاتنسي وPumas UNAH ‏ وأتلاتيكو خولوما.

## وصلات خارجية
- والتر هرنانديز على موقع قاعدة بيانات كرة القدم.إي يو (الإنجليزية)
- والتر هرنانديز على موقع ناشيونال فوتبول تيمز (الإنجليزية)